# Rasprofilering
Rasprofilering, av engelska racial profiling, används som begrepp när ordningsmakt som polis och väktare kontrollerar, eller misstänker människor utifrån hudfärg eller andra etniskt betingade attribut. Identifieringen av individer att granska kan även relateras till hur människor klär sig, exempelvis romer i kjolar, eller på fördomar om särskilda attribut, exempelvis unga invandrare. Rasprofilering är sällan en officiellt erkänd metodik hos ordningsmakten, utan är ofta en dold särbehandling av människor efter etnicitet eller klass. Ett känt exempel där polisen beskylldes för rasprofilering var vid det så kallade REVA-projektet där syftet var att effektivisera avvisandet av personer som varaktigt vistades i Sverige utan tillstånd.
Ett exempel på strukturell rasprofilering är de mer restriktiva immigrationslagar som infördes i USA efter 11 september 2001 (se islamofobi) då män över 16 år, från 25 länder i Mellanöstern var tvungna att fotograferas, lämna fingeravtryck, bli förhörda och låta få all sin ekonomiska information kopierad för att kunna få komma in i USA. De var även tvungna att anmäla sig till myndigheterna när de skulle lämna landet.

## Sverige
Brottsförebyggande rådet (Brå) publicerade 2023 en rapport där de analyserade hur polisen i Sverige arbetar med profilering och om det förekommer problem med rasprofilering. Brås bedömning var att det förekom betydande systematiska skillnader i hur polisen agerade vid misstänkta brott. Misstänkta med bakgrund i Afrika eller Sydvästasien kontrollerade oftare än misstänkta med bakgrund i Norden. Antalet ärenden som lades ner utan att brott hade begåtts för misstänkta med bakgrund i Afrika eller Sydvästasien var signifikant fler jämfört med misstänkta med bakgrund i Norden, något Brå menade pekade på en sämre träffsäkerhet som kunde bero på diskriminerande etnisk profilering.
I rapporten konstaterades även att det saknades vägledning på strategisk nivå för poliser i yttre tjänst när det gällde exempelvis kontrollsituationer. Kunskapen och medvetenheten om diskriminering inom Polismyndigheten bedömdes ha betydande brister.